# Шеніт
Шеніт (рос. шенит, шёнит; англ. schönite; нім. Schönit m) — мінерал, водний сульфат калію і магнію острівної будови. Названий за прізвищем німецького урядовця Шене (Schöne), E.Reichardt, 1866. Синоніми: пікромерит, шьоніт.

## Опис
Хімічна формула: K2Mg[SO4]2•6H2O. Містить (%): K2O — 23,39; MgO — 10,01; SO3 — 39,76; H2O — 26,84. Сингонія моноклінна. Призматичний вид. Форми виділення: короткопризматичні кристали, також кірочки, порошкуваті або масивні аґреґати. Спайність досконала по (201). Густина 2,03. Твердість 2,5. Безбарвний або білий. Блиск скляний. Прозорий. На смак гіркий. Розчиняється у воді. Кристалізується з морської води при т-рі нижче 10 °С; вторинний мінерал соляних покладів.

## Розповсюдження
Зустрічається у вигляді тонких прошарків у крайовій зоні каїнітової шляпи або у гніздах і лінзах всередині неї. Знахідки: Ашерслебен (Галле, ФРН), Галіція (Польща). Рідкісний.